# Omloop van het Waasland 2004
De 40e editie van de Belgische wielerwedstrijd Omloop van het Waasland vond plaats op 14 maart. De start en finish vonden plaats in Kemzeke. De winnaar was Christoph Roodhooft, gevolgd door Gorik Gardeyn en Tomas Vaitkus.

## Uitslag
| Omloop van het Waasland 2004 |                     |                                  |          |
| Plaats                       | Naam                | Ploeg                            | Tijd     |
| Winnaar                      | Christoph Roodhooft | Mr. Bookmaker-Palmans-Collstrop  | 4u43'30" |
| 2                            | Gorik Gardeyn       | Lotto-Domo                       | z.t.     |
| 3                            | Tomas Vaitkus       | Landbouwkrediet                  | z.t.     |
| 4                            | Johan Coenen        | MrBookmaker.com-Palmans          | z.t.     |
| 5                            | Koen Barbe          | Vlaanderen-T Interim             | z.t.     |
| 6                            | Tom Stamsnijder     | Rabobank Continental Team        | z.t.     |
| 7                            | Rik Reinerink       | Chocolade Jacques-Wincor Nixdorf | 0'27"    |
| 8                            | Marc Streel         | Landbouwkrediet-Colnago          | z.t.     |
| 9                            | Glen Zelderloo      | Jartazi Granville Team           | z.t.     |
| 10                           | Bart De Spiegelaere | Vlaanderen-T Interim             | z.t.     |

1965 · 1966 · 1967 · 1968 · 1969 · 1970 · 1971 · 1972 · 1973 · 1974 · 1975 · 1976 · 1977 · 1978 · 1979 · 1980 · 1981 · 1982 · 1983 · 1984 · 1985 · 1986 · 1987 · 1988 · 1989 · 1990 · 1991 · 1992 · 1993 · 1994 · 1995 · 1996 · 1997 · 1998 · 1999 · 2000 · 2001 · 2002 · 2003 · 2004 · 2005 · 2006 · 2007 · 2008 · 2009 · 2010 · 2011 · 2012 · 2013 · 2014 · 2015 · 2016 · 2017 · 2018 · 2019 · 2020 · 2021 · 2022 · 2023 · 2024